# Philipp Held (Politiker)
Philipp Held (* 2. Dezember 1911 in Regensburg; † 22. Mai 1993 in Wolfersdorf) war ein deutscher Politiker der CSU. Er war von 1945 bis 1966 Landrat des Landkreises Freising und gehörte von 1954 bis 1974 dem Bayerischen Landtag an. Er gehörte dem Kabinett von Alfons Goppel von 1966 bis 1974 als Bayerischer Justizminister an und hatte zudem von 1972 bis 1974 das Amt des stellvertretenden Ministerpräsidenten des Freistaats Bayern inne.

## Leben
Held war der Sohn von Heinrich Held, der von 1924 bis 1933 bayerischer Ministerpräsident war. Er besuchte zunächst in seiner Geburtsstadt Regensburg die Volksschule und kam im Anschluss auf das humanistische Gymnasium in Metten. Nach dem Abitur studierte er an den Universitäten in München, Erlangen und Berlin Rechts- und Staatswissenschaften. Sein Studium schloss er in München mit der juristischen Staatsprüfung ab. 1937 folgte an der Universität Erlangen seine Promotion über Probleme bei der Erschleichung entgeltlicher Leistungen. Er nahm eine Stelle als Amtsgerichtsrat am Amtsgericht in Lindau (Bodensee) an und wechselte später an das Amtsgericht Freising. Am 30. Juni 1939 beantragte er die Aufnahme in die NSDAP und wurde zum 1. Dezember desselben Jahres aufgenommen (Mitgliedsnummer 7.325.892). 1940 wurde er zum Kriegsdienst in die Wehrmacht eingezogen.
Nach Kriegsende kehrte er nach Freising zurück und half ab Juni 1945 im Rang eines Regierungsrates bei der Reorganisation des Landratsamtes. Noch im gleichen Jahr wurde er von der Besatzungsmacht zum Landrat des Landkreises Freising berufen und 1946 in das Amt gewählt. Er blieb in diesem Amt bis zu seiner Berufung ins Kabinett im Dezember 1966. In dieser Zeit profilierte er sich innerhalb der kommunalen Spitzenverbände als Vertreter der Belange der Landkreise. Von 1952 bis 1966 war er Vorsitzender des Landkreisverbandes Bayern. Innerhalb des Deutschen Landkreistages diente er von 1953 bis 1960 als Vizepräsident und von 1960 bis 1966 als dessen Präsident.
Bei der Landtagswahl im November 1954 wurde Held erstmals in den Bayerischen Landtag gewählt, dem er schließlich ununterbrochen bis zum Ende der 7. Legislaturperiode im Oktober 1974 angehörte. Dort konzentrierte er in den Ausschüssen auf rechts- und verfassungspolitische Themen. Von 1958 bis 1966 diente er als stellvertretender Vorsitzender des Ausschusses für Verfassungs- und Rechtsfragen. Als nichtberufsrichterliches Mitglied war er von 1958 bis 1966 Mitglied des Bayerischen Verfassungsgerichtshofs. Nach der Landtagswahl im November 1966 holte ihn der Bayerische Ministerpräsident Alfons Goppel als Nachfolger für den aus Altersgründen ausgeschiedenen Hans Ehard als Bayerischen Justizminister in sein Kabinett. Mit dem Ende der 7. Legislaturperiode im November 1974 zog Held sich wegen seines Alters aus allen politischen Ämtern zurück.
Philipp Held war Mitglied der katholischen Studentenverbindungen K.St.V. Ottonia München und K.St.V. Isaria Freising im KV.

## Auszeichnungen
- 1959: Bayerischer Verdienstorden
- 1967: Verdienstkreuz 1. Klasse der Bundesrepublik Deutschland
- 1968: Großes Silbernes Ehrenzeichen am Bande für Verdienste um die Republik Österreich[5]
- 1969: Großes Verdienstkreuz mit Stern der Bundesrepublik Deutschland
- 1974: Großes Verdienstkreuz mit Stern und Schulterband der Bundesrepublik Deutschland